# IC 1955
IC 1955 — галактика типу Sbc (компактна витягнута спіральна галактика) у сузір'ї Сітка.
Цей об'єкт міститься в оригінальній редакції індексного каталогу.